# Каза дел Гало (Вербано-Кузио-Осола)
Каза дел Гало је насеље у Италији у округу Вербано-Кузио-Осола, региону Пијемонт.
Према процени из 2011. у насељу је живело 78 становника. Насеље се налази на надморској висини од 328 м.